# Turan Dursun
Turan Dursun (né en 1934, mort le 4 septembre 1990) a été imam puis mufti chiite jafarite en Turquie, avant de devenir athée en étudiant l'histoire des religions monothéistes. Turan Dursun a écrit de nombreux ouvrages à propos de la religion, incluant des passages originaux en arabe et leur traduction et sens en turc. Il était un critique ouvert de la religion et a été fréquemment menacé par les fondamentalistes.
Il a été assassiné devant sa maison à Istanbul. Ses écrits et sa librairie furent détruits et un livre islamique, intitulé La sainte terreur du Hizbullah, n'appartenant pas à Dursun, fut laissé sur son lit.

## Années en tant que mufti
Après avoir passé les examens nécessaires pour devenir mufti, Turan Dursun n'a pas pu le devenir officiellement car il n'avait pas de diplômes d'école primaire. Turan Dursun a pu obtenir rapidement les examens d'école primaire sans assister à l'école, il obtient le statut de mufti en 1958.
Pendant qu'il fut mufti de Sivas, Turan Dursun a commencé à s'établir comme un mufti d'un style différent. En utilisant sa position, il a lancé de nombreux projets de développement :
- A organisé 50 plantations d'arbres dans les différents villages de Sivas
- A réussi à remplacer un projet de centre de logement pour mufti en la construction d'un hôpital
- A collecté du blé des villages en tant qu'aide pour le projet d'hôpital
- A donné de l'importance à l'instruction non religieuse des imams, à travers le cinéma et l'assistance à des conférences
- A facilité l'émission de diplômes pour les imams par le ministère de l'éducation
- A autorisé les imams à rendre hommage à Atatürk (première fois pour le clergé islamique)
- A mis la pression sur le maire de Sivas pour résoudre les problèmes de tarification de l'approvisionnement en eau.

Sa carrière de mufti s'acheva en 1966.